# Djevojka iz Salone
Djevojka iz Salone je rimska mramorna portretna skulptura u prirodnoj veličini s početka 2. stoljeća pronađena u drevnoj Saloni (danas Solin kod Splita).
Ona je vjerojatno dio figure u prirodnoj veličini i pored vidljivih oštećenja posjeduje izniman sklad i privlačnost. Vidljiva je umjetnikova težnja karakterizaciji i postizanju materijalizacije, naročito na kosi i koži, te očima koje su vjerojatno bile inkrustrirane nekim sjajnim kamenom koji je davao očima sjaj.

## Poveznice
- Antika u Hrvatskoj
- Umjetnost starog Rima
- Arheologija